# Shisei Kuwabara
Shisei Kuwabara (桑原 史成, Kuwabara Shisei, né le 7 octobre 1936) est un photojournaliste japonais surtout connu pour ses images des effets de l'empoisonnement au mercure des habitants de la région de Minamata sur une période de quelque quarante ans.
Kuwabara naît avec le nom original de Fumiaki Kuwabara (桑原史成), Kuwabara Fumiaki) dans le village de Kibe (qui fait à présent parte de Tsuwano), préfecture de Shimane au Japon. En 1960 il est diplômé de l'université d'agriculture de Tokyo et de l'ancêtre de l'école de photographie de Tokyo).
La même année, Kuwabara commence à travailler en tant que photographe indépendant. Muni d'une lettre de recommandation d'un journaliste du magazine Shūkan Asahi, il se présente au directeur de l'hôpital municipal de Minamata, le Dr. Noboru Ōhashi, en juillet, et demande la permission de photographier. Ōhashi lui accorde une permission pour un reportage à long terme.
Les photographies de Minamata son montrées lors de sa première exposition personnelle, Minamata-byō (maladie de Minamata), au salon de photo de Fuji à Tokyo en septembre 1962. Cela lui vaut de remporter le prix des débutants de l'association des critiques photographiques du Japon.
Les travaux de Kuwabara lui permettent également de remporter un prix  de Kōdansha en 1965, le prix annuel du prix de la Société de photographie du Japon en 1971, et le prix Ina Nobuo en 1982.
Depuis 1997, la ville de Tsuwano possède un musée consacré en grande partie au travail de Kuwabara. Jusqu'en mars 2004, le musée s'appelle « Musée photographique documentaire de Tsuwano »; puis il est rebaptisé « Musée photographique Shisei Kuwabara » .

## Albums de Kuwabara
- Shashin-shū Minamata-byō (写真集 水俣病?) / Minamata Desease [sic]. Tokyo : San'ichi Shobō, 1965.
- Shashin-kiroku Minamata-byō 1960-1970 (写真記録 水俣病?) 1960-1970, Documentary: Minamata disease). Tokyo : Asahi Shinbun, 1970.
- Seikatsusha gunzō (生活者群像?), Collage of living people). Tokyo : San'ichi Shobō, 1980.
- Minamata Kankoku Betonamu (水俣・韓国・ベトナム?). Tokyo : Banseisha, 1982.
- Tōji no sato Kōrai, Richō (陶磁の里 高麗・李朝?). Tokyo : Iwanami, 1984.
- Kōrai, Richō gendai tōjisen (高麗・李朝現代陶磁撰?). Tokyo : Mainichi Shinbun, 1985.
- Kankoku genkei (韓国原影?), Korea's original scenes). Tokyo : San'ichi Shobō, 1986.
- Minamata 水俣 (?), Minamata). Komichi Shobō, 1986.
- Hōdōshashinka (報道写真家?), Documentary photographer). Tokyo : Iwanami, 1989.
- Kankoku shinjō toro (韓国真情吐露?), Expressing genuine sentiments about Korea). Tokyo : Ōtsuki, 1990.  (ISBN 4-272-62013-4)
- Yameru taikoku Roshia (病める大国 ロシア?), Russia, a sick great nation). Tokyo : Heibonsha, 1995.  (ISBN 4-582-27731-4)
- Kuwabara Shisei / Minamata (桑原史成/水俣?). Tokyo : Nihon Tosho Sentā, 1996.  (ISBN 4-8205-7297-0)  Photographies en noir et blanc en un volume (vendus séparément) d'un ensemble de plusieurs volumes Sur la pollution au Japon. Uniquement en japonais.
- Kuwabara Shisei shashin zenshū (桑原史成写真全集?), The Complete Works of Kuwabara, Shinsei.) Tokyo : Kusa-no-Ne. Chacun de ces quatre volumes contient un texte explicatif en anglais et en japonais.
  - 1. Minamata (水俣?), Minamata). 2004.  (ISBN 4-87648-141-5)
  - 2. Kankoku (韓国?), South Korea). 1998.  (ISBN 4-87648-142-3)
  - 3. Chikuhō/Okinawa (筑豊/沖縄?), Chikuho/Okinawa). 2004.  (ISBN 4-87648-143-1) La première moitié se rapporte aux mines de charbon en déclin de Chikuho.
  - 4. Betonamu (ベトナム?), Vietnam). 1999.  (ISBN 4-87648-144-X)
- Imujin-gan: Kaima-mita Kita Chōsen (イムジンガン：垣間見た北朝鮮?), Imjin-gang: Glimpses of North Korea). Tokyo : Kusa-no-Ne, 2003.  (ISBN 4-87648-189-X) Photographies en noir et blanc de la Corée du Nord. En japonais uniquement.

## Autre livre avec des photos de Kuwabara
- Nihon shashin no tenkan: 1960 nendai no hyōgen (日本写真の転換：1960時代の表現?) / Innovation in Japanese Photography in the 1960s. Tokyo : musée métropolitain de photographie de Tokyo, 1991.  Catalogue de l'exposition, texte en japonais et en anglais. Les pages 104 à 113 sont consacrées à des photographies de Kuwabara de Minamata.